# Marillion
Marillion – brytyjska grupa rockowa powstała w 1979, która była jedną z pierwszych nowych grup progresywnych po kryzysie, jaki ten gatunek przechodził w końcu lat 70. Do dziś pozostaje jedną z najważniejszych grup neo-progresywnych.

## Nazwa
Na początku grupa występowała pod nazwą Electric Gypsy. Późniejsza nazwa grupy pochodzi od tytułu powieści J.R.R. Tolkiena Silmarillion. Brian Jelliman spowodował, że nazwa została skrócona o „Sil” (które mogło się kojarzyć ze słowem „silly” = „głupi”).

## Historia
Grupa wypracowała bogate instrumentalne brzmienie, zaś parateatralna forma koncertów, stosowane przez pierwszego wokalistę zespołu, Fisha, kostiumy i makijaż, a także trudne w odbiorze, wieloznaczne teksty przyczyniły się do oskarżania zespołu przez niektórych krytyków o wzorowanie się na twórczości grupy Genesis.
W twórczości Marillion da się zauważyć wpływy wielu zespołów, między innymi Pink Floyd, Genesis czy Camel, jednak zespół potrafił stworzyć własne, oryginalne brzmienie, stając się zarazem inspiracją dla innych muzyków. Sygnaturą grupy był w pierwszych latach charakterystyczny, bardzo teatralny i często histeryczny śpiew Fisha, niewątpliwego lidera grupy w pierwszym okresie jej działalności.
Grupa nagrywała m.in. albumy tematyczne, poświęcone różnym aspektom życia. Na przykład Misplaced Childhood to refleksje na temat dzieciństwa i jego wpływu na dorosłego człowieka, zaś Clutching at Straws traktuje o alkoholizmie i samotności płynącej ze sławy.
W 1988 Fish opuścił grupę, by poświęcić się solowej karierze. Sama zaś grupa kontynuowała nagrywanie albumów i uwolniła się od piętna grupy zakorzenionej w rocku progresywnym lat 70. z innym wokalistą – Steve’em Hogarthem. Po nagraniu czterech płyt w zreformowanym składzie zespół rozstał się z wytwórnią EMI i obecnie wydaje płyty we własnej wytwórni Racket Records. Wśród fanów „nowego Marillion” znaleźć można zarówno miłośników rocka progresywnego, jak i Radiohead czy Massive Attack, które – same zainspirowane rockiem progresywnym – stały się inspiracją dla grupy. Członkowie zespołu działają w zespołach Kino, Transatlantic, h band, The Wishing Tree i innych.
We wrześniu 2008 zespół postanowił udostępnić swój nowy dwupłytowy album Happiness Is the Road w całości do bezpłatnego pobrania z Internetu.

## Muzycy
Aktualni członkowie grupy

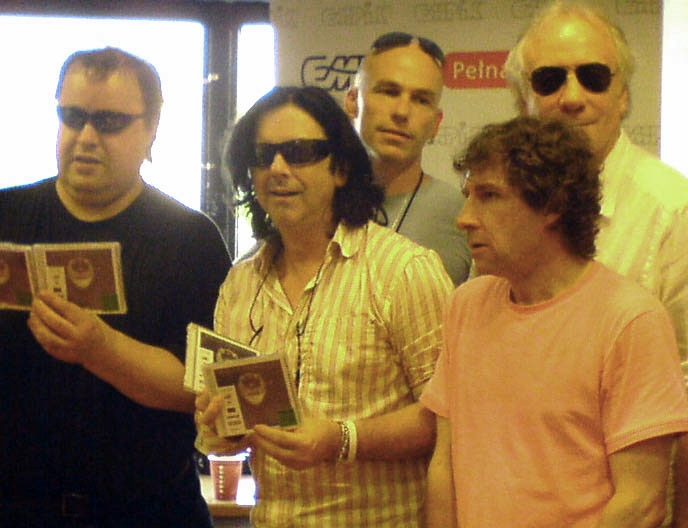
Marillion w warszawskim Empiku, 2007. Od lewej: Steve Rothery, Steve Hogarth, Mark Kelly, Pete Trewavas, Ian Mosley

- Steve Hogarth – śpiew i teksty (od 1989)
- Steve Rothery – gitara (od 1979)
- Mark Kelly – instrumenty klawiszowe (od 1981)
- Pete Trewavas – gitara basowa (od 1982)
- Ian Mosley – perkusja (od 1984)

Byli członkowie grupy
- Fish – śpiew i teksty (1981–1988)
- Doug Irvine – gitara basowa (1979–1981)
- Brian Jelliman – instrumenty klawiszowe (1979–1981)
- Diz Minnett – gitara basowa (1981–1982)
- Mick Pointer – perkusja (1979–1983)
- Andy Ward – perkusja (1983)
- John Martyr – perkusja (1983)
- Jonathan Mover – perkusja (1983–1984)